# AB/CD
AB/CD est un groupe de hard rock suédois. Le nom du groupe est ironiquement lié à celui d'AC/DC.

## Biographie
Revendiquant clairement ses références musicales, AB/CD est un groupe suédois qui commence en 1983. Volontairement parodique, il n'en propose pas moins une musique ayant exactement les mêmes atouts que celles d'AC/DC. L'allusion va très loin, des faux noms de membres aux coups de canon en fin de chanson, en passant par un chant d'une ressemblance troublante, ou encore la tenue d'écolier du guitariste.
Après avoir écouté Highway to Hell d'AC/DC, Nalcolm (Björn Påhlsson) et Clim (Jim Gustavsson) décident de former un cover band de ce groupe australien, accompagné de Bengt Ljungberger au chant, Braijan (Micke Hujanen) et du batteur Putte Finger. À cette période, en 1984, ils jouent dans un rock club appelé Studion (The Studio).
« On était probablement le seul groupe en Suède, et partout ailleurs je pense, je faisais ces "cover trucs" à 100 %, en me concentrant sur un seul et unique groupe et leurs chansons. Et... on ressemblait même aux originaux. Le public a trouvé ça fantastique. » Un procès les opposera d'ailleurs à eux, ces derniers jugeant que le logo utilisé par AB/CD faisait trop explicitement référence au leur.
Leur premier enregistrement est un mini-album intitulé Victim of Rock, distribué en 1987 à 2 500 exemplaires. Le suivant s'intitule The Rock'n'Roll Devil, et a été enregistré aux Abbas Polar Studios de Stockholm. Ils signent un contrat avec la major BMG/RCA Records pour distribuer leurs albums à l'international, en Europe et aux États-Unis. Vers 1993, Mats Levén annonce le départ de Micke Hujanen, ex membres de Swedish Erotica et Treat. Leur nouvel album, Cut the Crap!, est publié en 1995.
En mars 2018, le groupe se réunit pour jouer à la journée de la Saint-Patrick en Allemagne.

## Médias
Dans la série d'animation Le Monde incroyable de Gumball, un personnage du nom de Rocky, concierge du collège Elmore, porte un t-shirt AB/CD, qui est en soi également une parodie d'ACD/DC.

## Membres

### Membres actuels
- Bengus (Bengt Ljungberger) - guitare solo
- Nalcolm (Björn Nalle Påhlsson) - guitare rythmique
- Braijan MacScott (Mats Levén) - chant
- Clim (Jim Gustavsson) - basse
- Phil Rules - batterie

### Anciens membres
- Putte Finger - batterie (1983-1991)
- Flint (Nicco Wallin) - batterie
- Braijan MacScott (Micke Hujanen) - chant (1983-93)

## Discographie

### Albums studio
- 1988 : The Rock n' Roll Devil
- 1995 : Cut the Crap
- 2009 : Party Time

### EP
- 1987 : Victim of Rock